# Coronavirusul uman NL63
Coronavirusul uman NL63 este un alfacoronavirus din subgenul Setracovirus  care infectează numai oamenii. Descoperit în 2004 în Olanda (de unde abrevierea NL = Netherlands), coronavirusul uman NL63 a fost găsit apoi în toată lumea. Virusul a fost descoperit consecutiv în două laboratoare separate din Olanda, unul în Amsterdam și altul în Rotterdam.
Coronavirusul NL63 infectează persoanele de toate vârstele, în principal copii sub 5 ani, vârstnicii și pacienții imunocompromiși. Se estimează că 1% -10% din populație suferă anual de simptome asemănătoare guturaiului determinate de infecția cu coronavirusul HCoV-NL63. Infecțiile cu coronavirusul NL63, în general, se manifestă clinic prin simptome respiratorii relativ ușoare: tuse, dureri în gât, rinoree, tahipnee, febră. O complicație frecvent observată este crupul care este prezent în aprox. 5% în infecțiile cu NL63.